# Encore (film, 1951)
Pour plus de détails, voir Fiche technique et Distribution.
Encore est un film à sketches britannique réalisé par Pat Jackson, Anthony Pélissier et Harold French, sorti en 1951. Chaque sketch est présenté par W. Somerset Maugham, l'auteur des trois nouvelles adaptées, filmé dans son jardin sur la Côte d'Azur.

## Fiche technique
commun aux trois sketches
- Titre original : Encore
- Titre français : Encore
- Direction artistique : Maurice Carter
- Décors : Arthur Taksen
- Costumes : Julie Harris
- Photographie : Desmond Dickinson
- Son : John Dennis, Gordon McCallum
- Montage : Alfred Roome
- Musique : Richard Addinsell
- Production : Antony Darnborough
- Société de production : Two Cities Films
- Société de distribution : General Film Distributors
- Pays d'origine :  Royaume-Uni
- Langue originale : anglais
- Format : Noir et blanc  — 35 mm — 1,37:1 — son mono
- Genre : Comédie dramatique, Film à sketches
- Durée : 85 minutes
- Dates de sortie : 
  - Royaume-Uni : 11 novembre 1951
  - France : 21 mai 1952

## The Ant and the Grasshopper

### Synopsis
Tom Ramsay emprunte souvent de l'argent à son frère George. Un jour, malgré les protestations de Tom, George met en vente la propriété familiale afin de pouvoir racheter la part de son associé. Peu après, George apprend d'un vendeur de voitures que Tom lui en a volé une. Pour éviter le scandale, George la lui rembourse. En fait, Tom était de mèche avec le vendeur, avec qui il partage l'argent.
Alors qu'il profite de cet argent, Tom découvre que Gertrude Wilmot, la troisième femme la plus riche du monde, séjourne dans la même station balnéaire que lui. Il fait sa connaissance et lui avoue qu'il n'est intéressé que par son argent. Étonnamment cela ne la choque pas et ils se fiancent. Tom rembourse à George tout l'argent qu'il lui a emprunté au cours des années. Lorsque George se plaint que Tom n'ait pas à travailler pour bénéficier d'une fortune, Tom lui apprend que c'est Gertrude qui achète la propriété familiale.

### Distribution
- Nigel Patrick : Tom Ramsay
- Roland Culver : George Ramsay
- Alison Leggatt : Freda Ramsay
- Charles Victor : M. Bateman
- Peter Graves : Philip Cronshaw
- Margaret Withers : Mme Bateman
- Margaret Vyner : Gertrude Wilmot
- Ronald Squire : le docteur

### Fiche technique
- Réalisation : Pat Jackson
- Scénario : T. E. B. Clarke d'après la nouvelle 'The Ant and the Grasshopper (La Cigale et la Fourmi) de William Somerset Maugham

## Winter Cruise

### Synopsis
Molly Reid, une Anglaise célibataire, fait une croisière vers la Jamaïque. Elle ennuie les autres passagers et l'équipage par son bavardage incessant. Lorsque le capitaine apprend que Molly va faire le voyage du retour sur le même navire, il se dit qu'il doit faire quelque chose pour le bien-être de son équipage. Le médecin du bord suggère de lui faire rencontrer un prétendant. Pierre, le steward, est donc chargé d'occuper Molly. Le plan fonctionne, même si Molly n'est pas dupe, ce qu'elle dira d'ailleurs au capitaine en quittant le navire.

### Distribution
- Kay Walsh : Miss Molly Reid
- Noel Purcell : Tom, le Capitaine du navire
- Ronald Squire : le médecin du bord
- John Laurie : Andrews, un mécanicien
- Jacques François : Pierre, le steward français
- John Horsley : Joe, un matelot
- Joan Harben : Miss Nora Price

### Fiche technique
- Réalisation : Anthony Pélissier
- Scénario : Arthur Macrae (en) d'après la nouvelle Winter Cruise (Croisière d'hiver) de William Somerset Maugham

## Gigolo and Gigolette

### Synopsis
À Monte Carlo, Stella et Syd Cotman ont un numéro de cabaret au cours duquel Stella plonge d'une grande hauteur dans un petit réservoir d'eau. Mais un jour ils reçoivent la visite de Flora et Carlo Penezzi, qui avaient jadis un numéro où Flora était propulsé d'un canon. Le fait d'avoir discuté avec Flora trouble Stella et elle refuse de plonger une deuxième fois les prochains soirs. Syd est alors forcé de modifier leur contrat avec le directeur du cabaret.
Désespérée, Stella prend leurs économies et tente de gagner suffisamment d'argent au jeu pour pouvoir arrêter le numéro. Hélas elle perd tout, ce qui rend furieux Syd quand il l'apprend. N'ayant plus le choix, elle doit retourner faire leur numéro, alors même qu'elle est terrifiée à l'idée qu'elle puisse mourir. Lorsque Flora dit à Syd à quel point sa femme a peur, il se rue sur la plateforme pour l'arrêter. Mais elle est rassurée en le voyant et plonge avec succès dans le réservoir.

### Fiche technique
- Réalisation : Harold French
- Scénario : Eric Ambler d'après la nouvelle Gigolo and Gigolette (Gigolo et Gigolette) de William Somerset Maugham

### Distribution
- Glynis Johns : Stella Cotman
- Terence Morgan : Syd Cotman
- David Hutcheson : Sandy Wescott
- Charles Goldner : Paco Espinal
- Mary Merrall : Flora Penezzi
- Martin Miller : Carlo Penezzi
- Heather Thatcher : Eva Barrett

## Distinctions
Le film a été présenté en sélection officielle en compétition au Festival de Cannes 1952.